# Tennis de taula als Jocs Olímpics d'estiu de 1996
Als Jocs Olímpics d'Estiu de 1996 celebrats a la ciutat d'Atlanta (Estats Units d'Amèrica) es van disputar 4 proves de tennis de taula, dues en categoria masculina i dues més en categoria femenina, tant en individual com en dobles. La competició tingué lloc al Georgia World Congress Center entre els dies 23 de juliol i l'1 d'agost de 1996.
Igual que en la competició olímpica de tennis aquesta fou la primera vegada en la qual es concedí una única medalla de bronze en cada competició. Hi participaren un total de 166 tennistes, 85 homes i 81 dones, de 51 comitès nacionals diferents.

## Controvèrsia
Durant la celebració de la final individual femenina entre una representant de la República Popular de la Xina i la República de la Xina (Xina-Taipei) la policia nord-americana arrestà dos espectadors d'aquesta última per fer onejar a les grades una bandera de la República de la Xina, la qual estava prohibida d'utilitzar als Jocs.

## Resum de medalles

### Categoria masculina
| Prova                      | Or                                         | Argent                           | Bronze                                    |
| Individual masculí Detalls | Liu Guoliang                               | Wang Tao                         | Jörg Roßkopf                              |
| Dobles masculins Detalls   | R.P. de la XinaLiu Guoliang · Kong Linghui | R.P. de la XinaLü Lin · Wang Tao | Corea del SudLee Chul-Seung · Yoo Nam-Kyu |

### Categoria femenina
| Prova                     | Or                                     | Argent                                | Bronze                                  |
| Individual femení Detalls | Deng Yaping                            | Chen Jing                             | Qiao Hong                               |
| Dobles femenins Detalls   | R.P. de la XinaDeng Yaping · Qiao Hong | R.P. de la XinaLiu Wei · Qiao Yunping | Corea del SudPark Hae-Jung · Ryu Ji-Hae |

## Medaller
| Posició | País            | Or | Argent | Bronze | Total |
| 1       | R.P. de la Xina | 4  | 3      | 1      | 8     |
| 2       | Xina-Taipei     | 0  | 1      | 0      | 1     |
| 3       | Corea del Sud   | 0  | 0      | 2      | 2     |
| 4       | Alemanya        | 0  | 0      | 1      | 1     |